# Norman Corwin
Norman Corwin (født 3. maj 1910, død 18. oktober 2011) var en amerikansk radiopioner, producer, hørespilsforfatter og manuskriptforfatter.